# カールスルーエ・シュタットバーンET 2010形電車
ET 2010は、ドイツの都市・カールスルーエを始めとした各都市を結ぶトラムトレイン（カールスルーエ・モデル）で使用されている電車。カールスルーエ市内の路面電車（カールスルーエ市電）とドイツ鉄道双方に適合した規格を有する車両で、ボンバルディア・トランスポーテーション（現：アルストム）が開発したフレキシティ・スウィフトの1形式である。

## 概要
1990年代初期に開通し、カールスルーエを中心に730 km以上もの大規模な路線を有するトラムトレイン網である「カールスルーエ・モデル」へ向けて開発された交直流電車。路面電車規格（BOStrab）と鉄道規格（EBO）双方に適応した車両で、ベルリンのIFSデザイン（IFS Design）が主導した設計においても、前面形状、照明の配置など双方の安全基準が盛り込まれている。また、前面下部には連結器（シャルフェンベルク自動連結器）が収納されており、営業運転時は最大3両、設計上は最大4両まで総括制御による連結運転が可能な構造となっている。
車内の床上高さは646 mmおよび889 mm、乗降扉付近は580 mmに抑えられており、プラットホームの高さが異なる路面電車・鉄道双方の区間において最小限の段差を経た乗降が可能である。また、車内には3箇所に車椅子やベビーカー、自転車を設置可能なフリースペースが設置されている他、手すりや段差部分の色分けやマーキングなど、バリアフリーを意識した構造となっている。更に長距離運転を考慮し、車内にはトイレが設置されている。台車の枕ばねには空気ばねが採用されており、乗り心地の向上や騒音の削減が図られている。運転室および運転台の設計においても安全基準への適合や視界の確保と共に運転手の安全性や快適性を高めた設計となっている。
制動装置には電力を回収可能な回生ブレーキが採用されているが、従来の車両と異なり直流（路面電車）・交流（ドイツ鉄道）区間双方で使用可能となっている。また、これを含めた各種制動装置は路面電車区間と鉄道区間で異なる加速度・減速度の基準に適合した設計となっている。

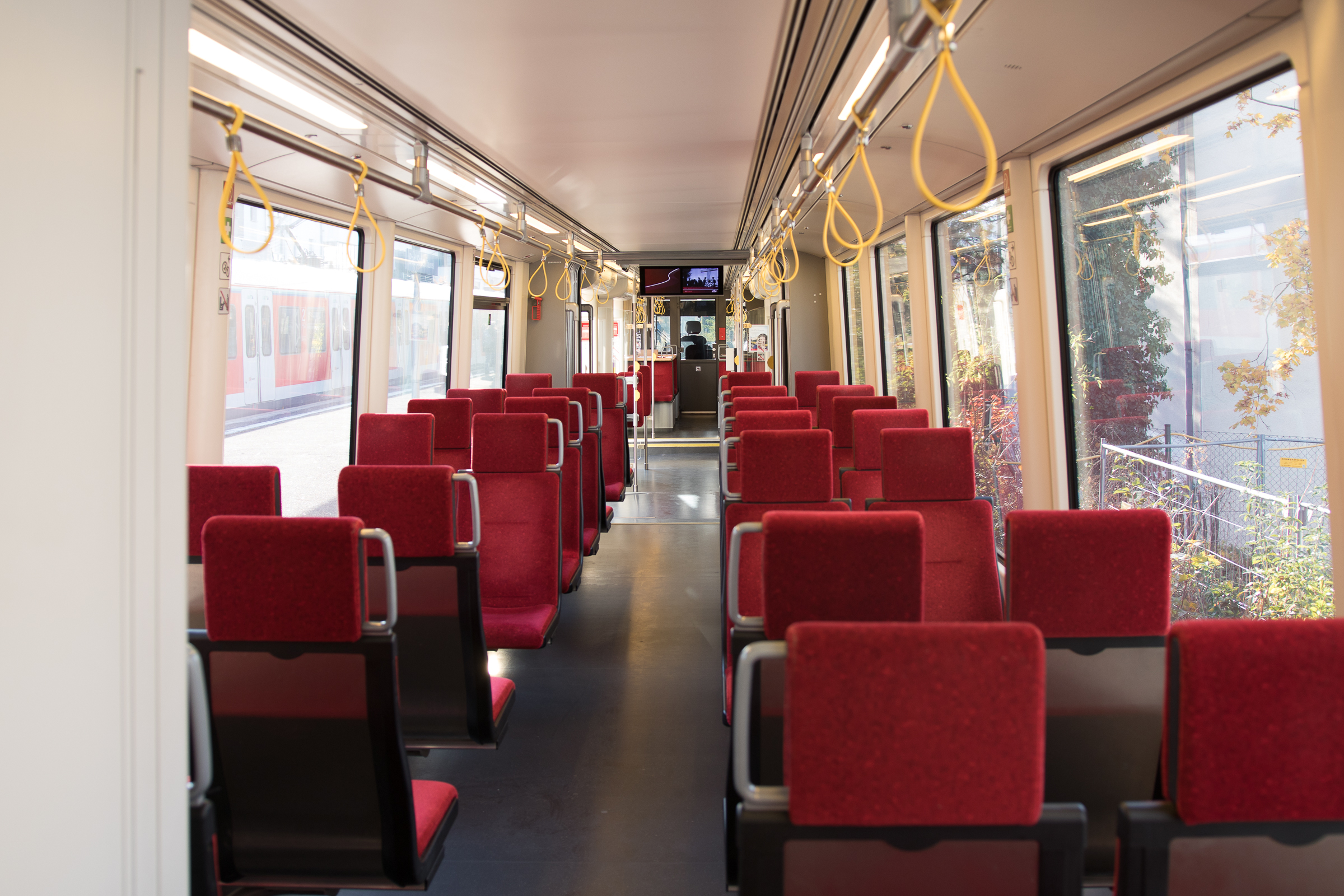
車内
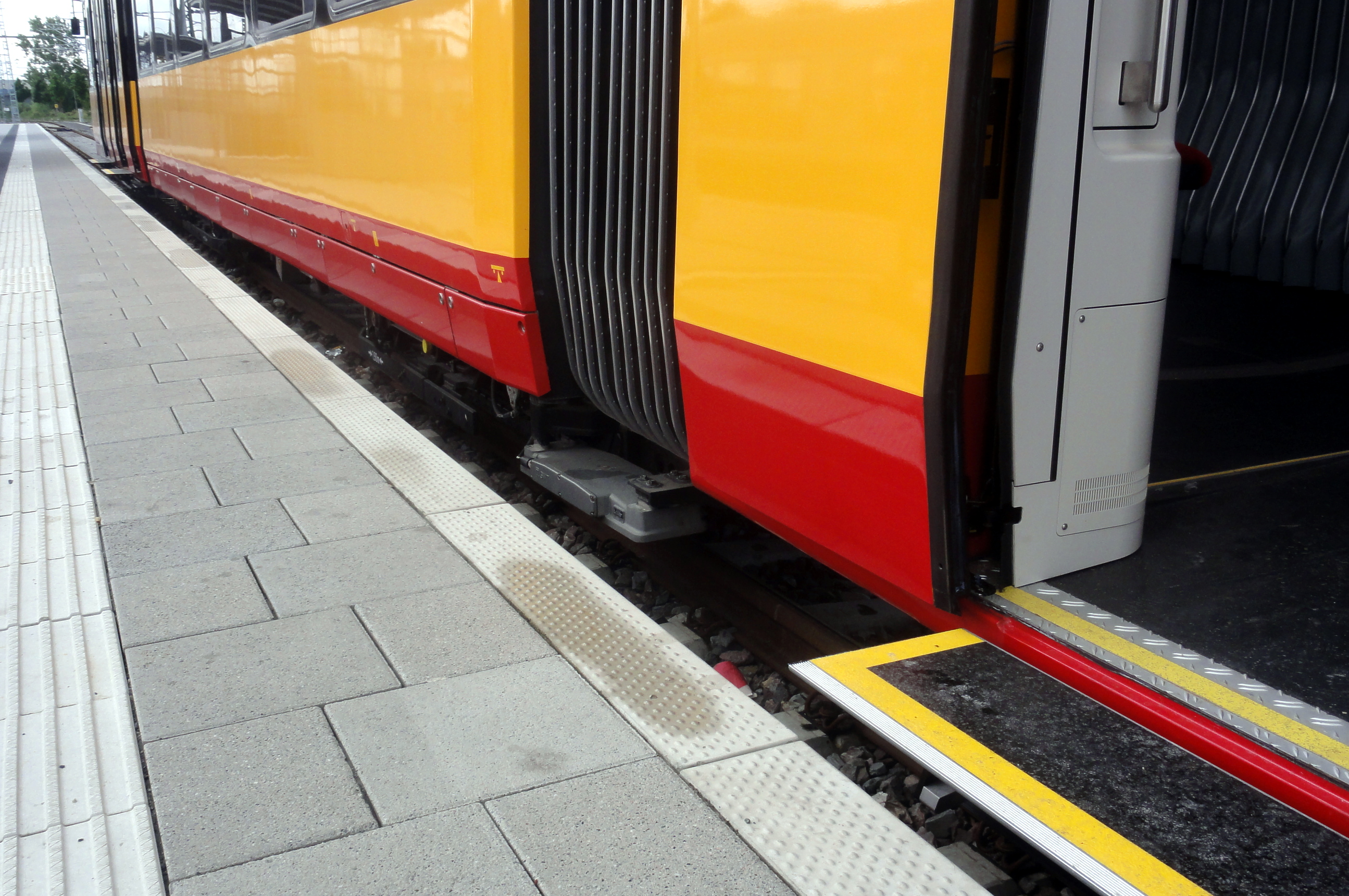
プラットホームとの間にステップを展開するET 2010（鉄道区間）
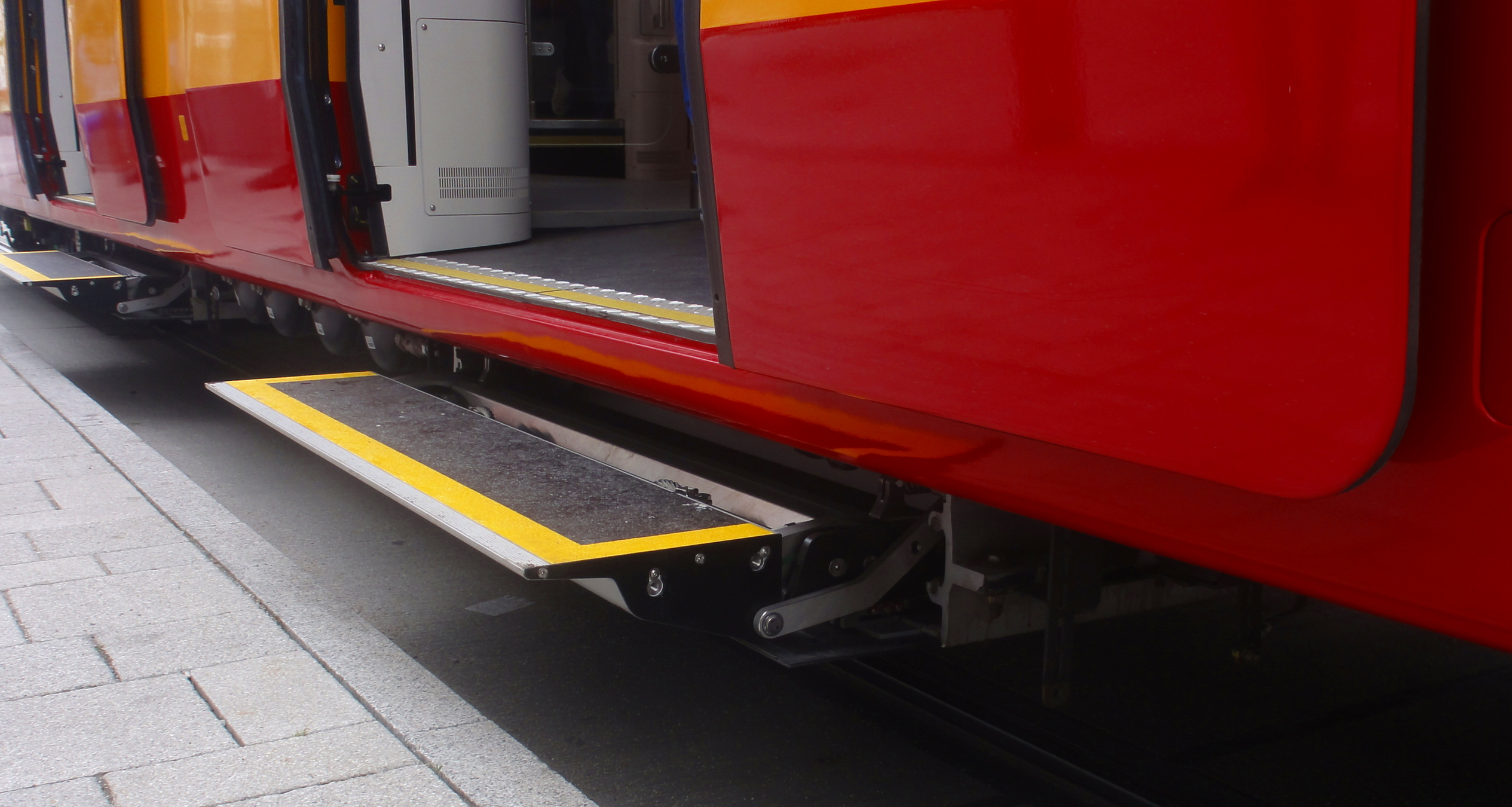
プラットホームとの間にステップを展開するET 2010（路面電車区間、ハイルブロン市内）
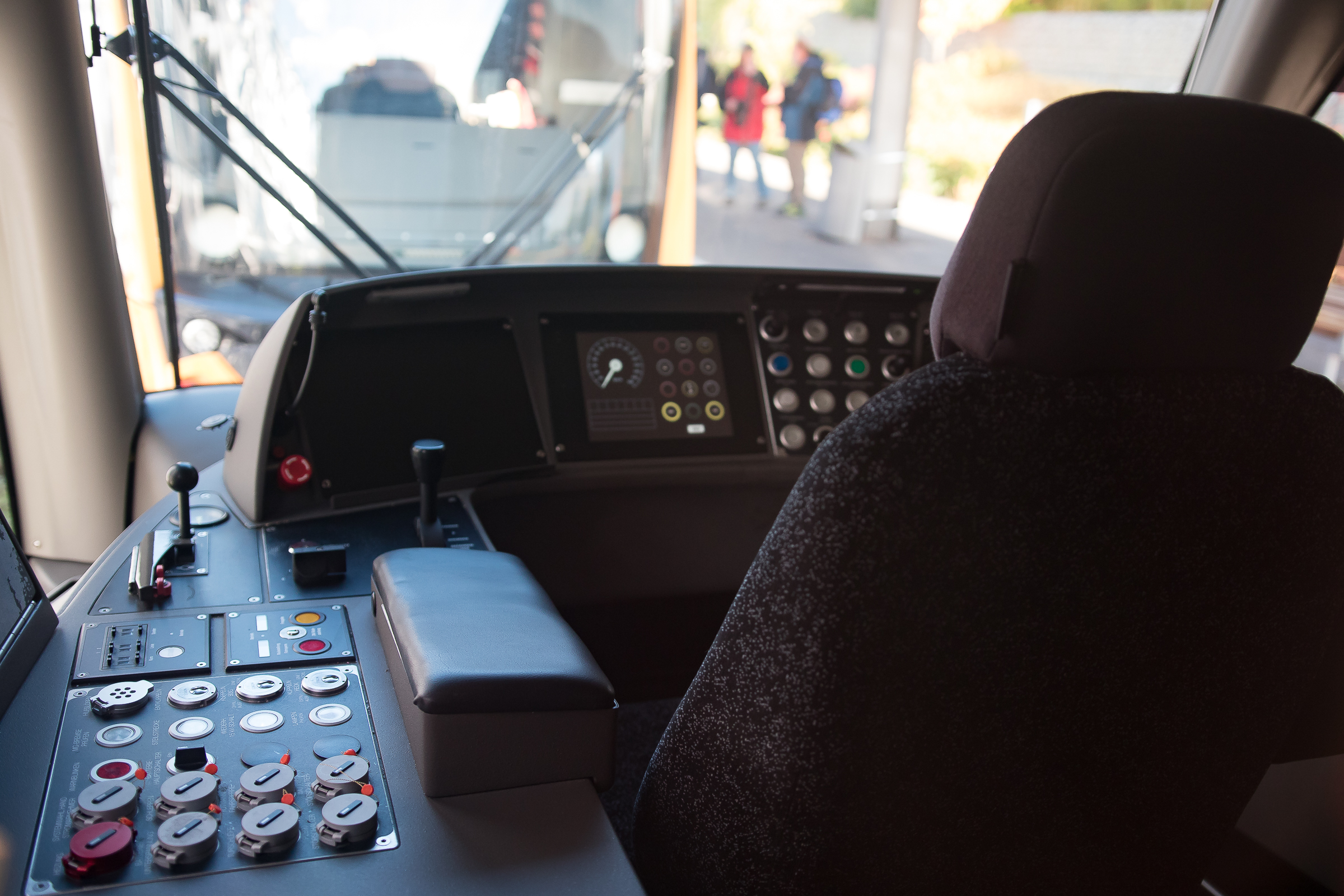
運転台
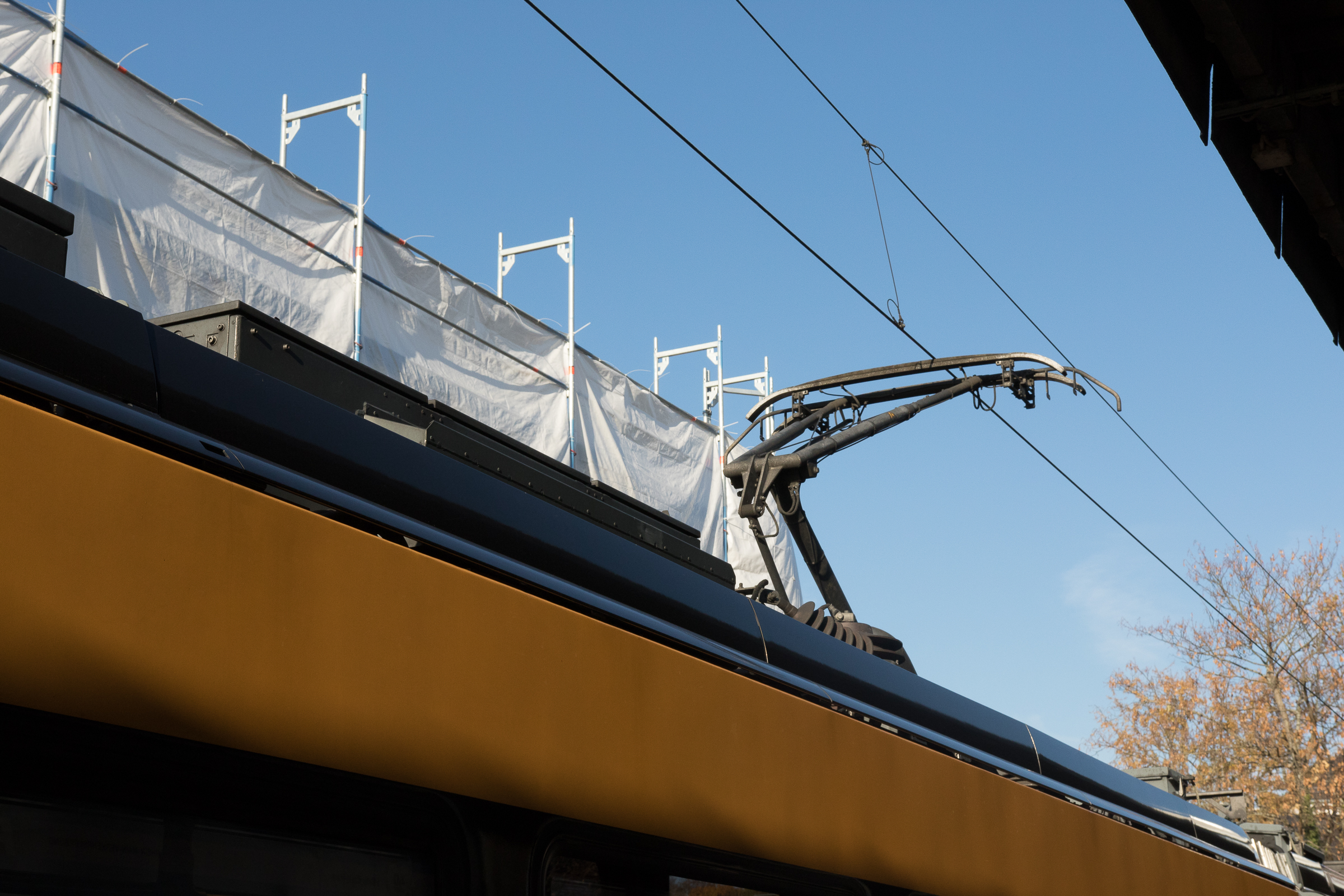
パンタグラフ
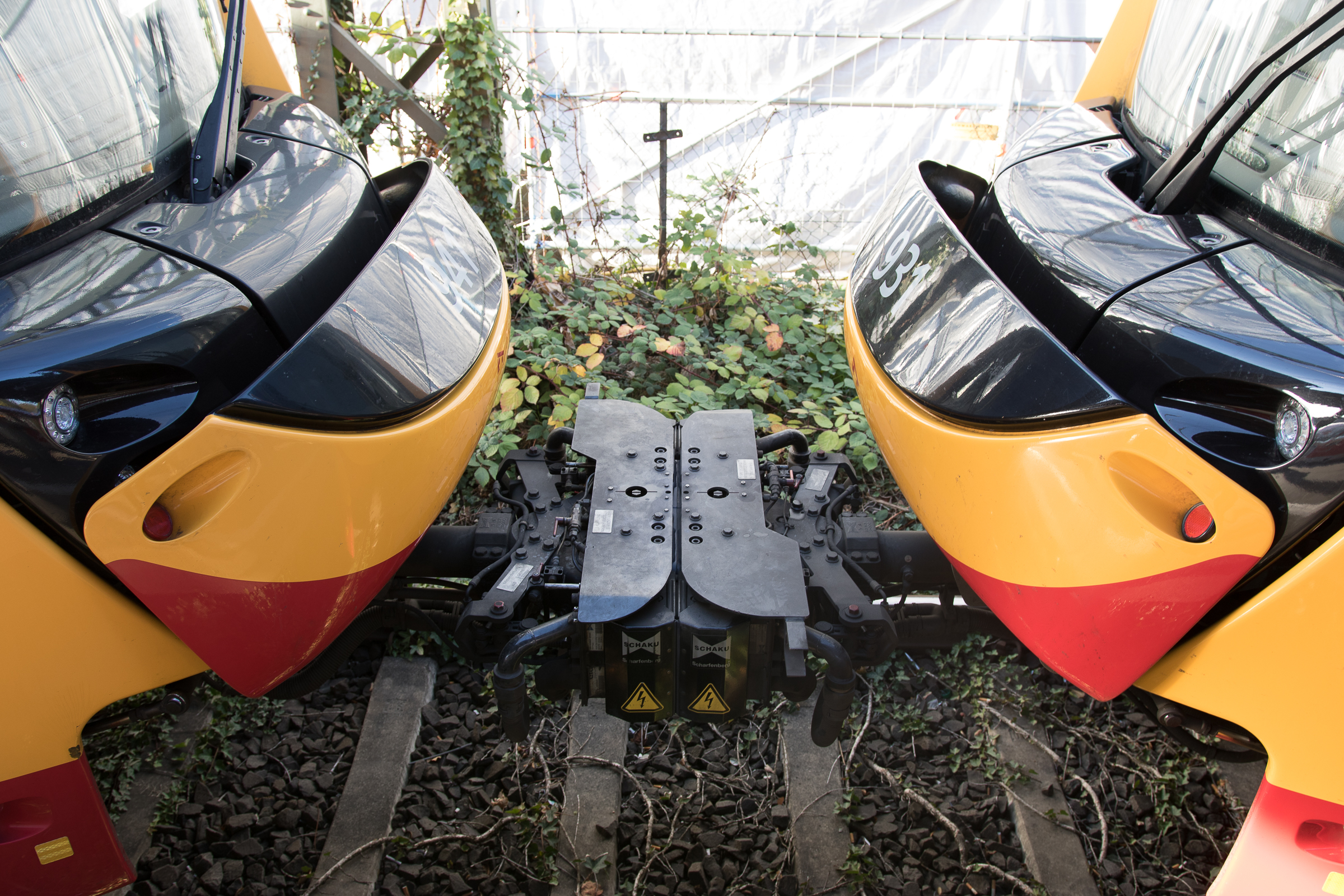
連結器

## 運用
最初の車両となる30両は2009年9月にボンバルディア・トランスポーテーションへ向けて発注され、2011年から製造が開始された後、2013年7月9日から営業運転を開始した。ただし当初は制動装置や乗降扉の開閉に関する機能の問題からドイツ鉄道への直通運転の承認が下りなかったため暫定的にカールスルーエ近郊のS2号線やハイルブロンの市内系統であるS42号線のみで使用され、ドイツ鉄道への直通系統への本格投入は翌2014年以降となった。
その後、2016年5月には12両の追加発注が行われ2017年から2018年にかけて導入されたのに加え、2018年12月にも20両の追加発注が実施され、こちらは2020年から2021年にかけて導入された。これらの増備分も含め、2022年現在ET 2010は合計62両（923 - 984）が在籍し、「カールスルーエ・モデル」の各系統で使用されている。

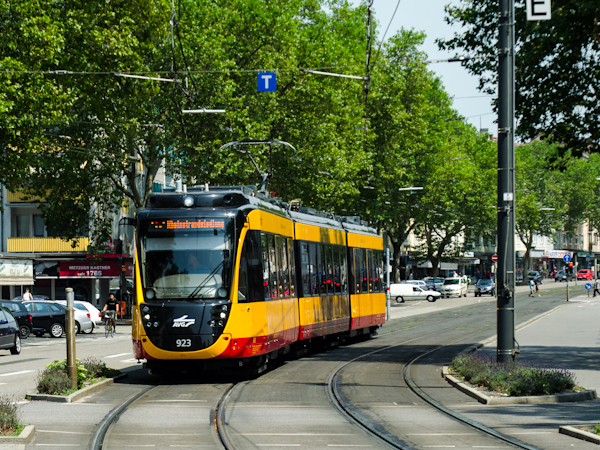
923（S2号線使用時） （2013年撮影）
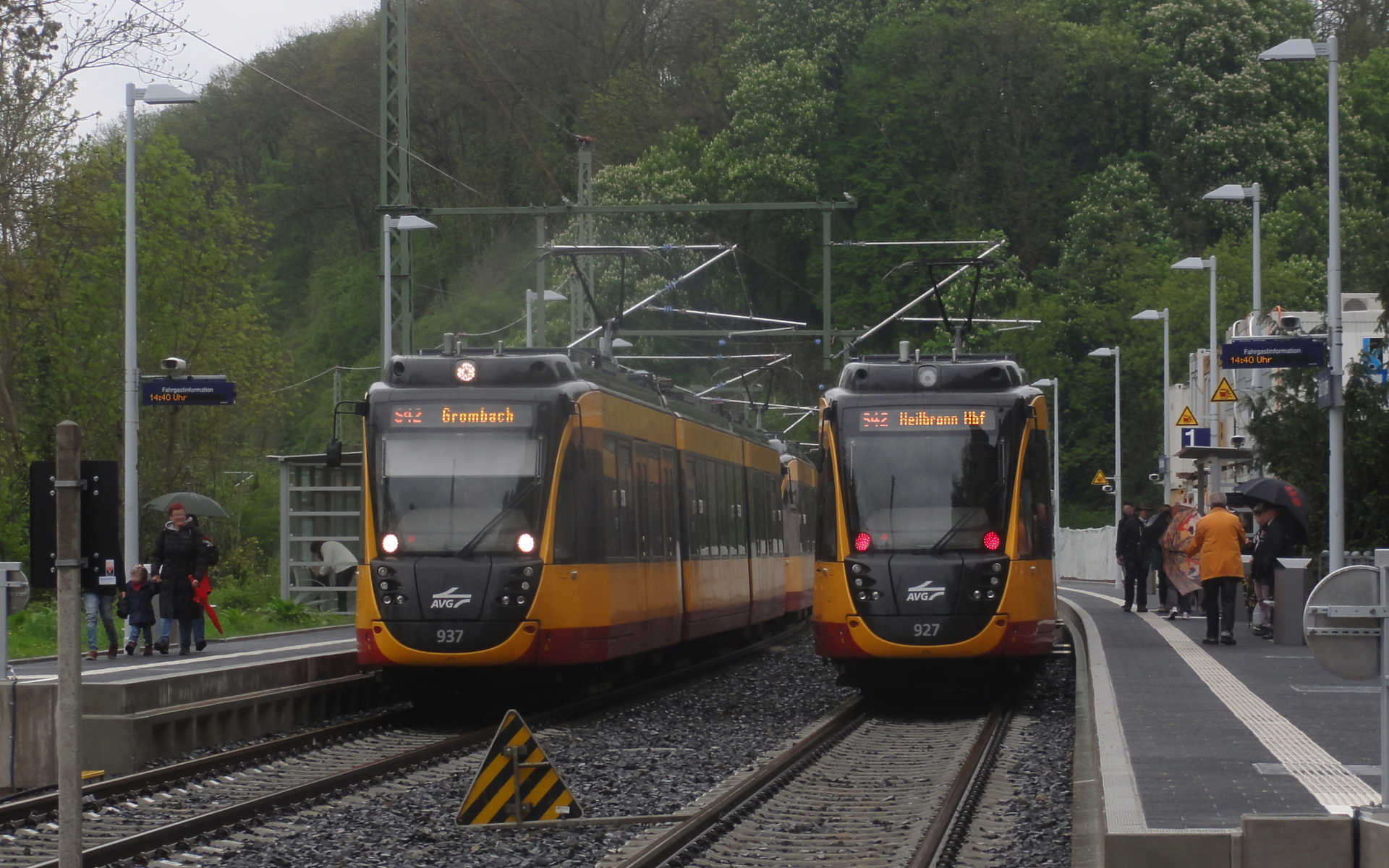
927（右）、937（左）
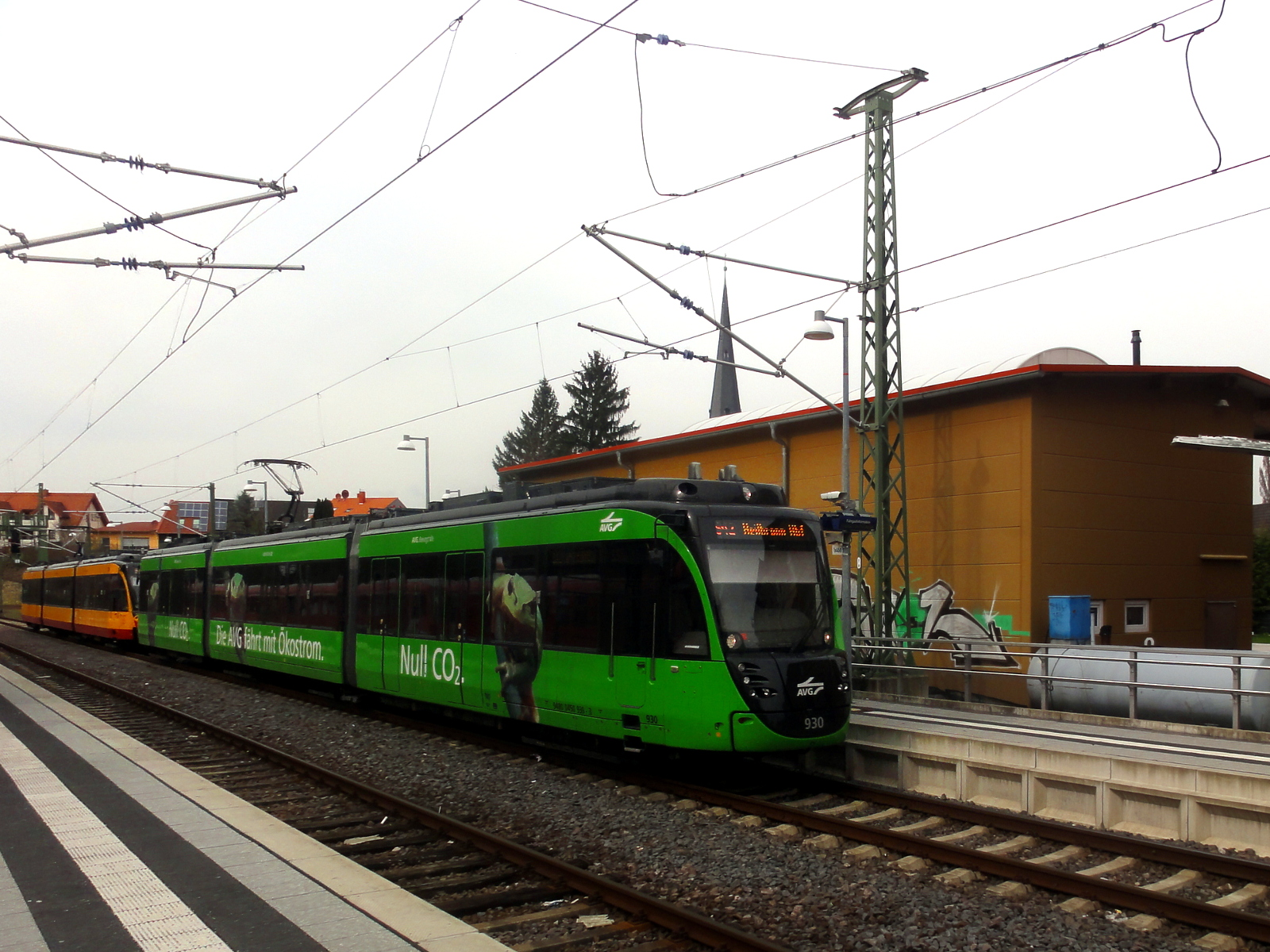
930（特別塗装）
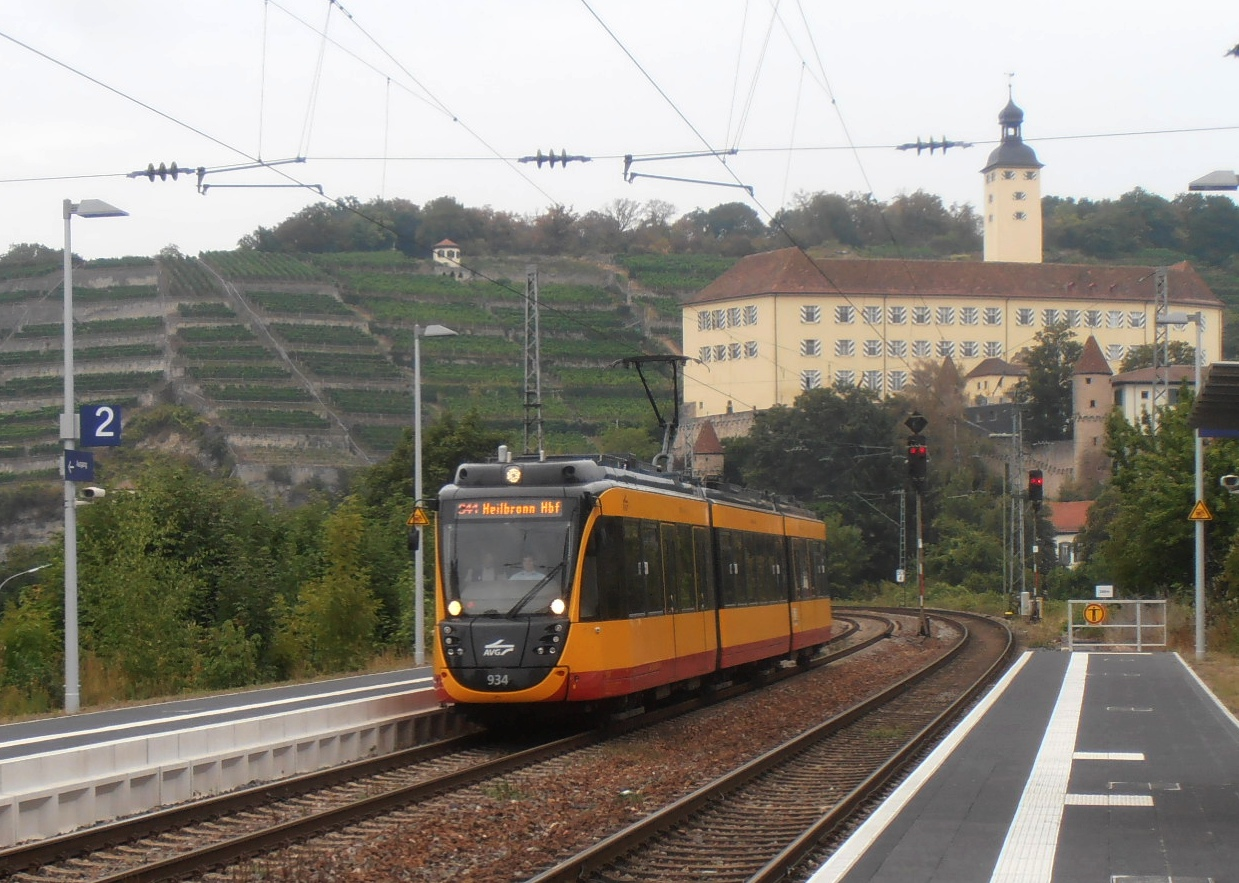
934 （2015年撮影）
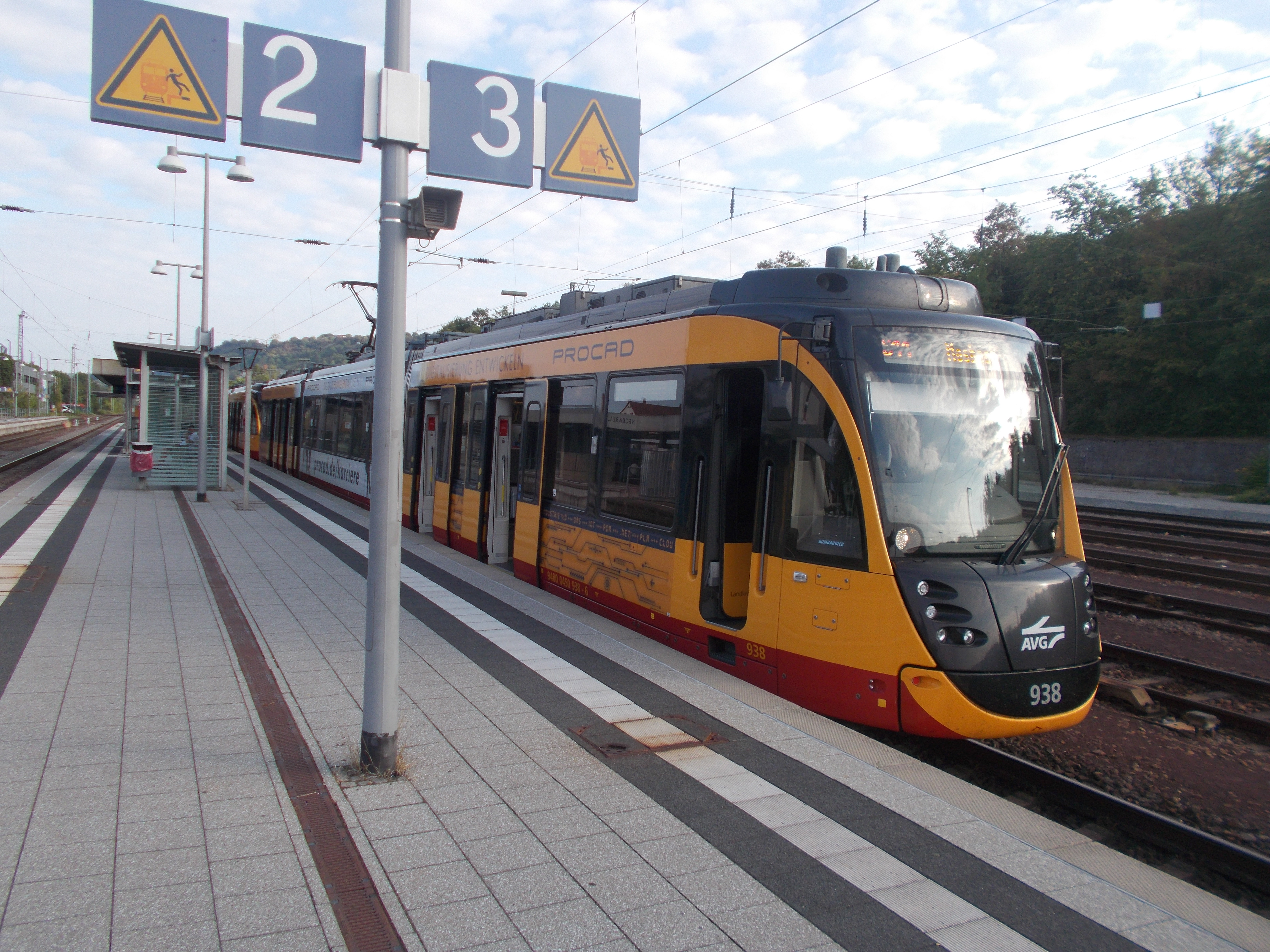
938 （2018年撮影）
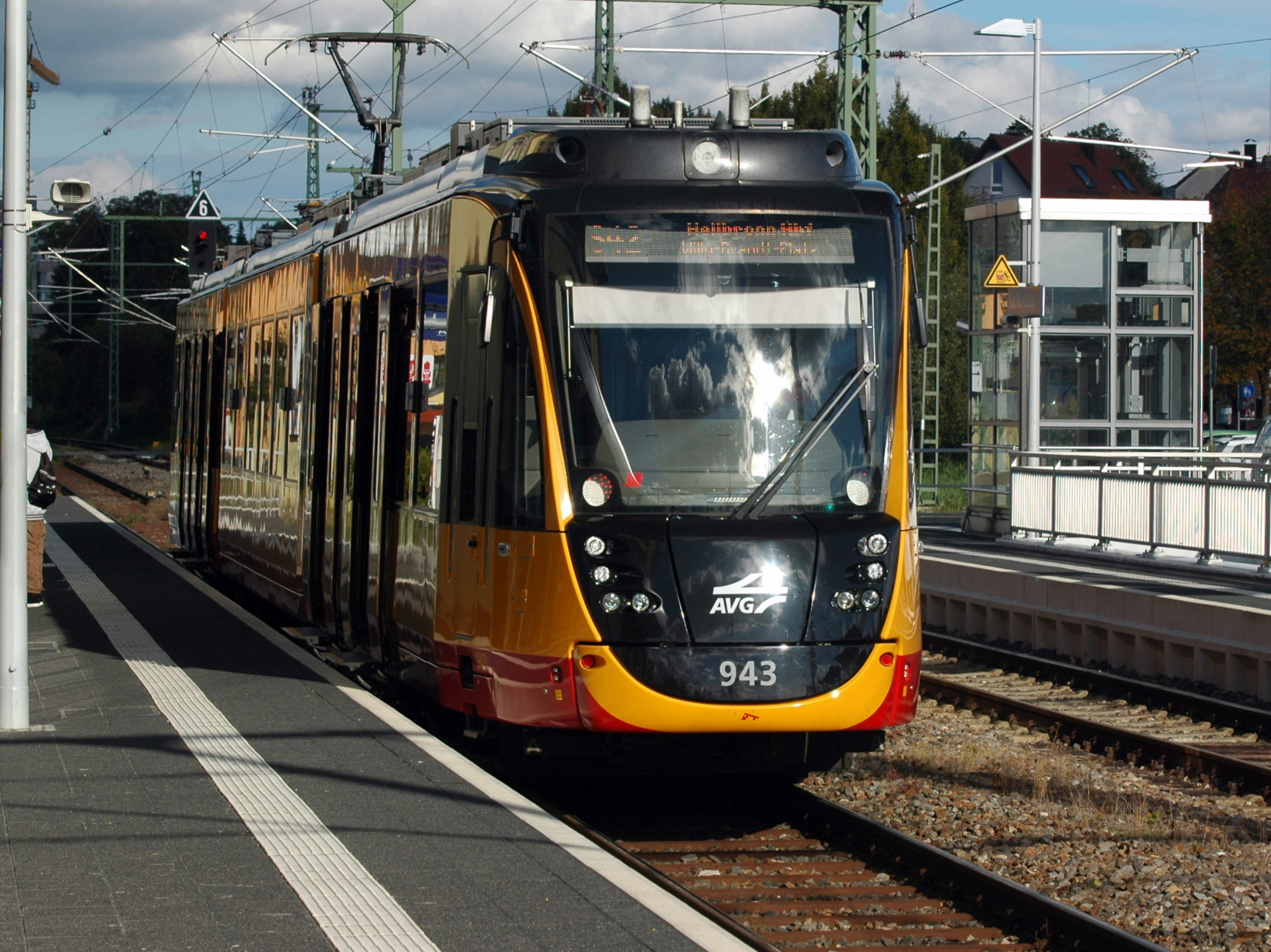
943 （2017年撮影）
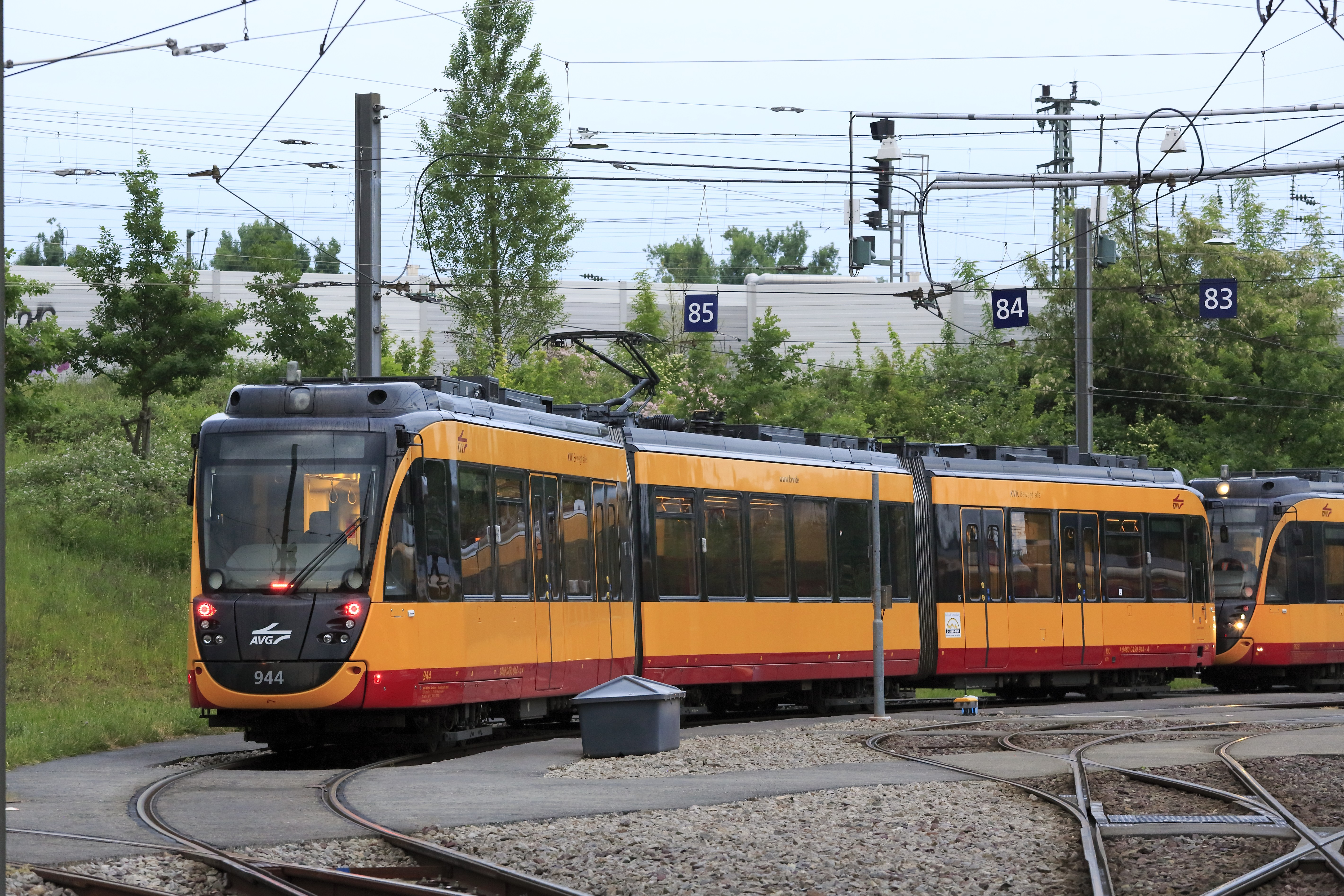
944 （2018年撮影）
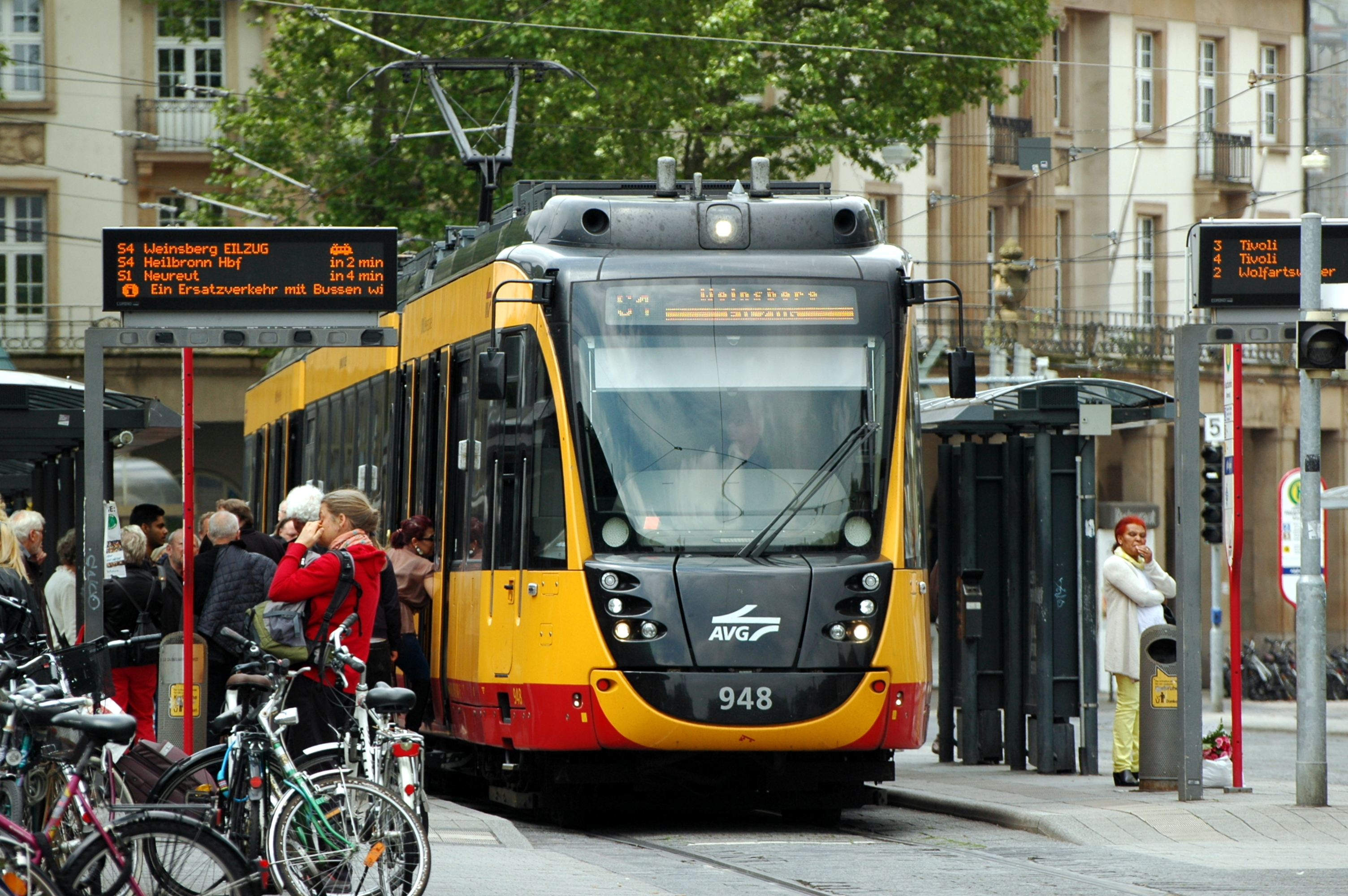
948 （2019年撮影）
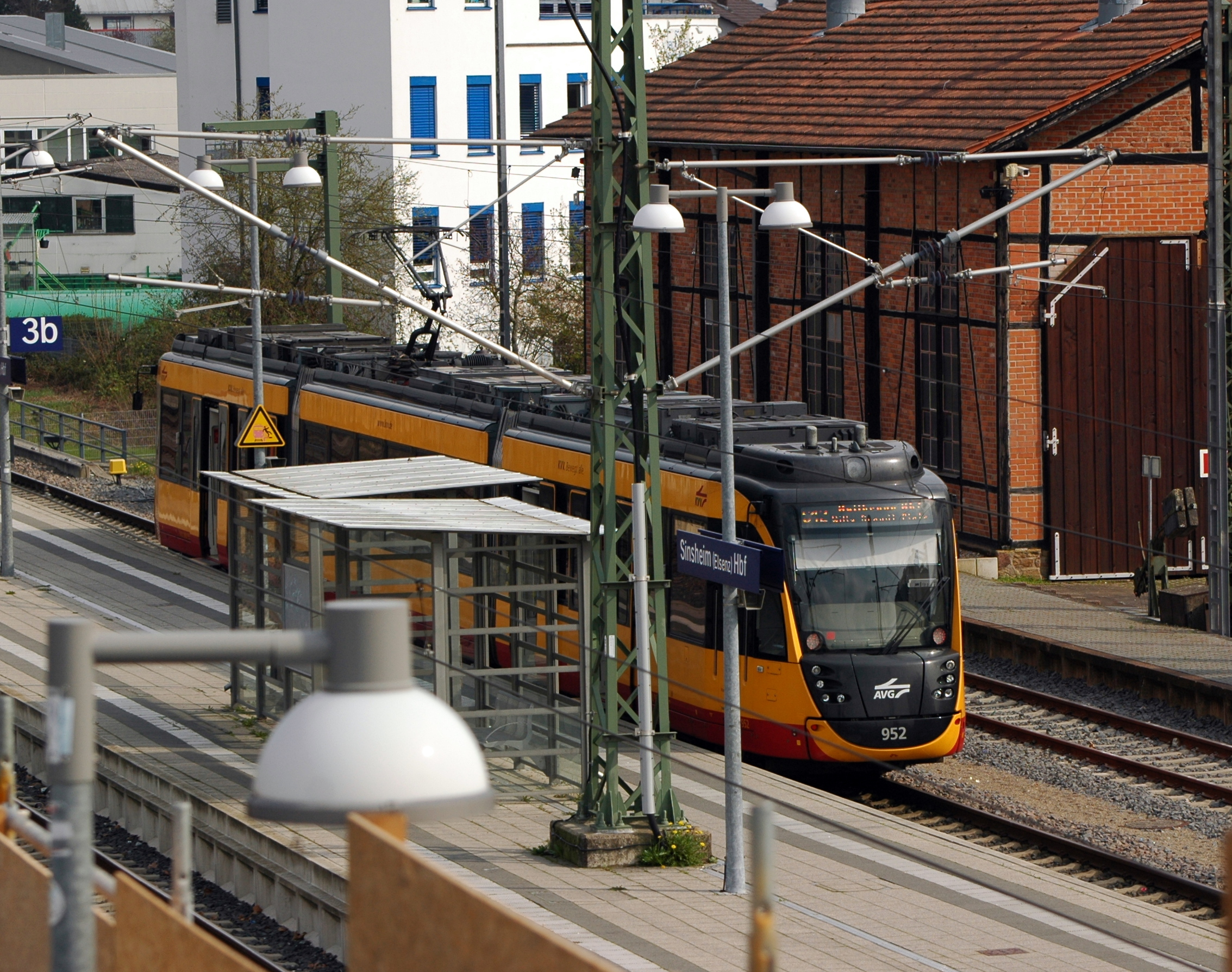
952 （2019年撮影）
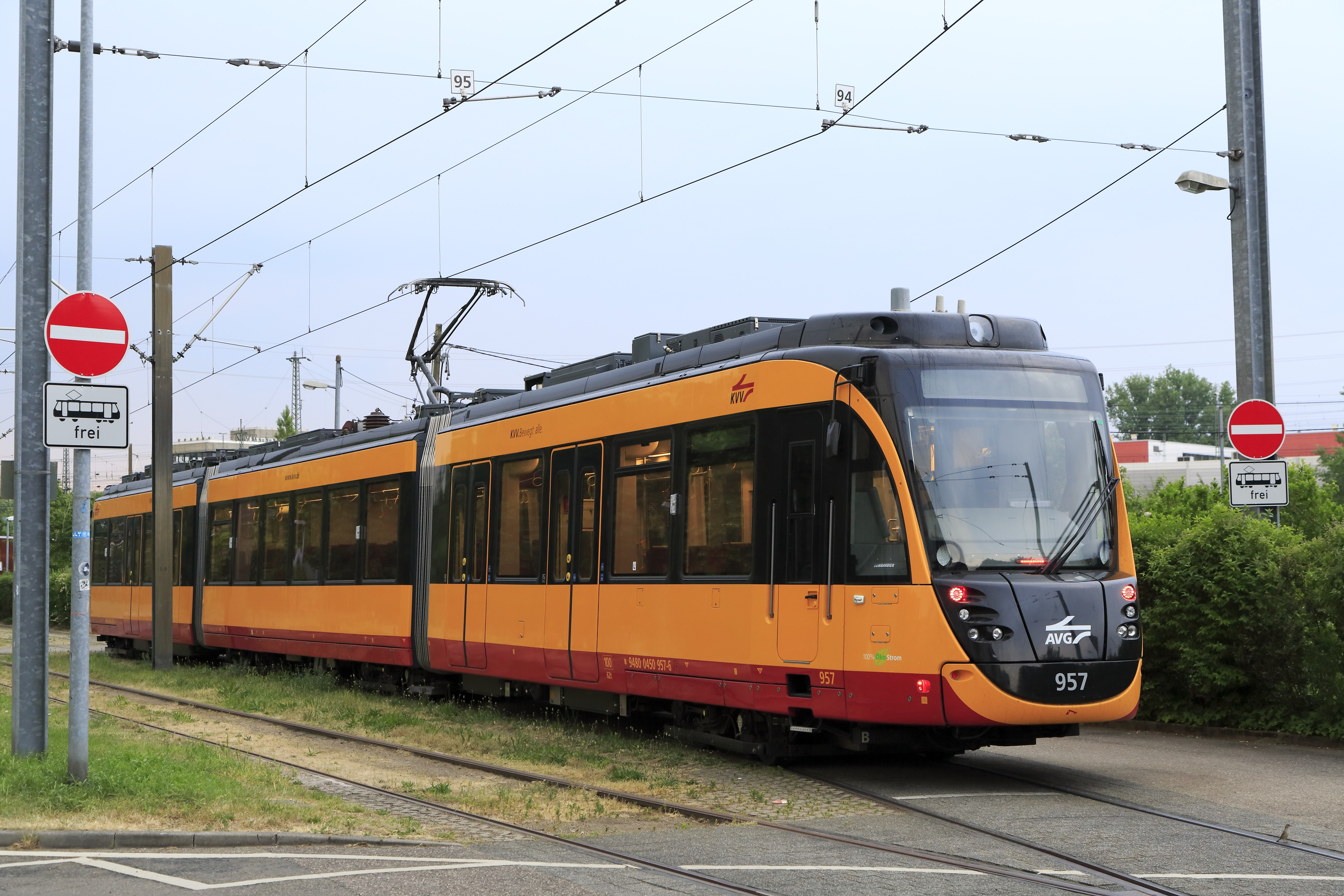
957 （2018年撮影）
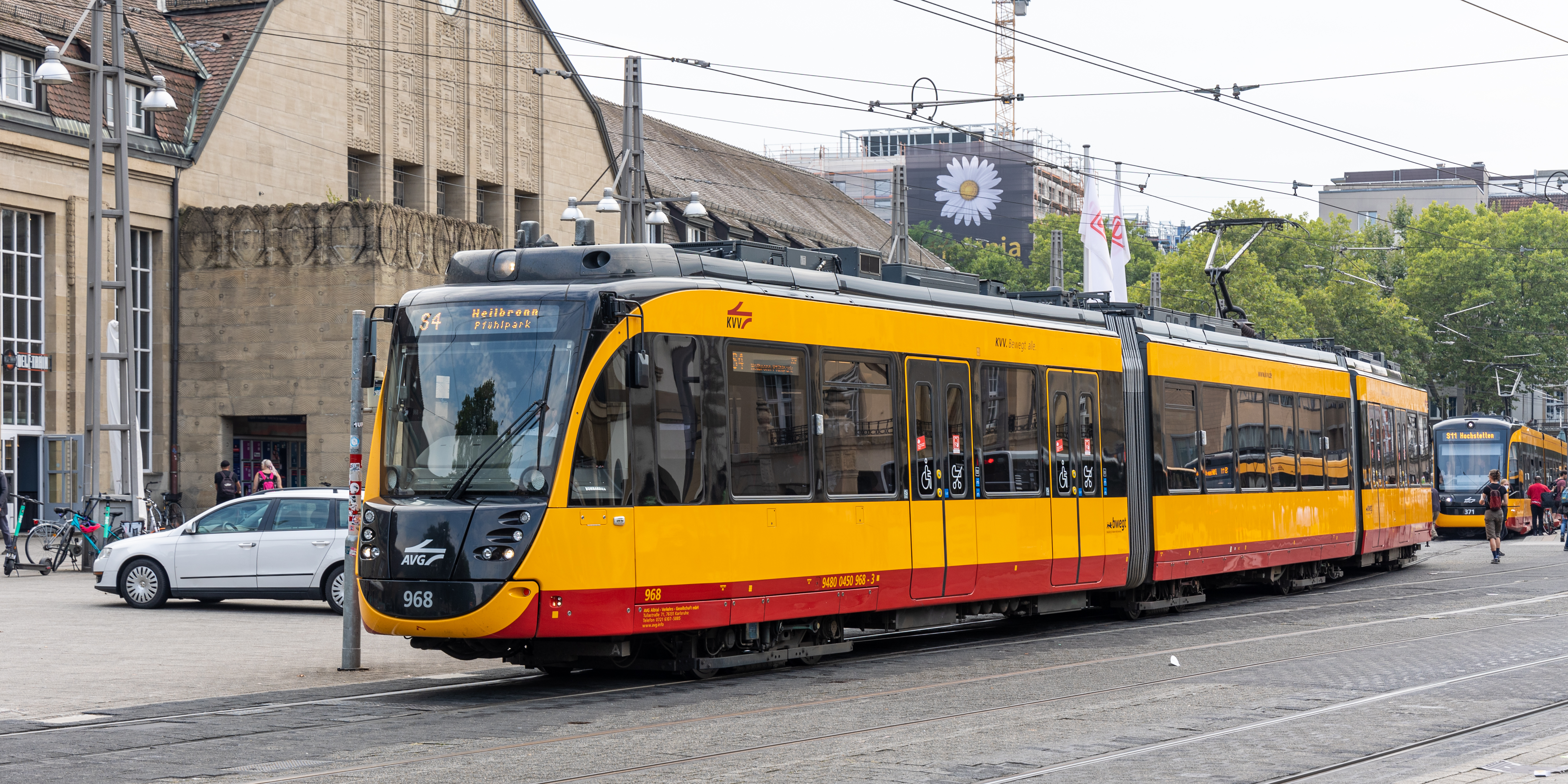
968 （2022年撮影）
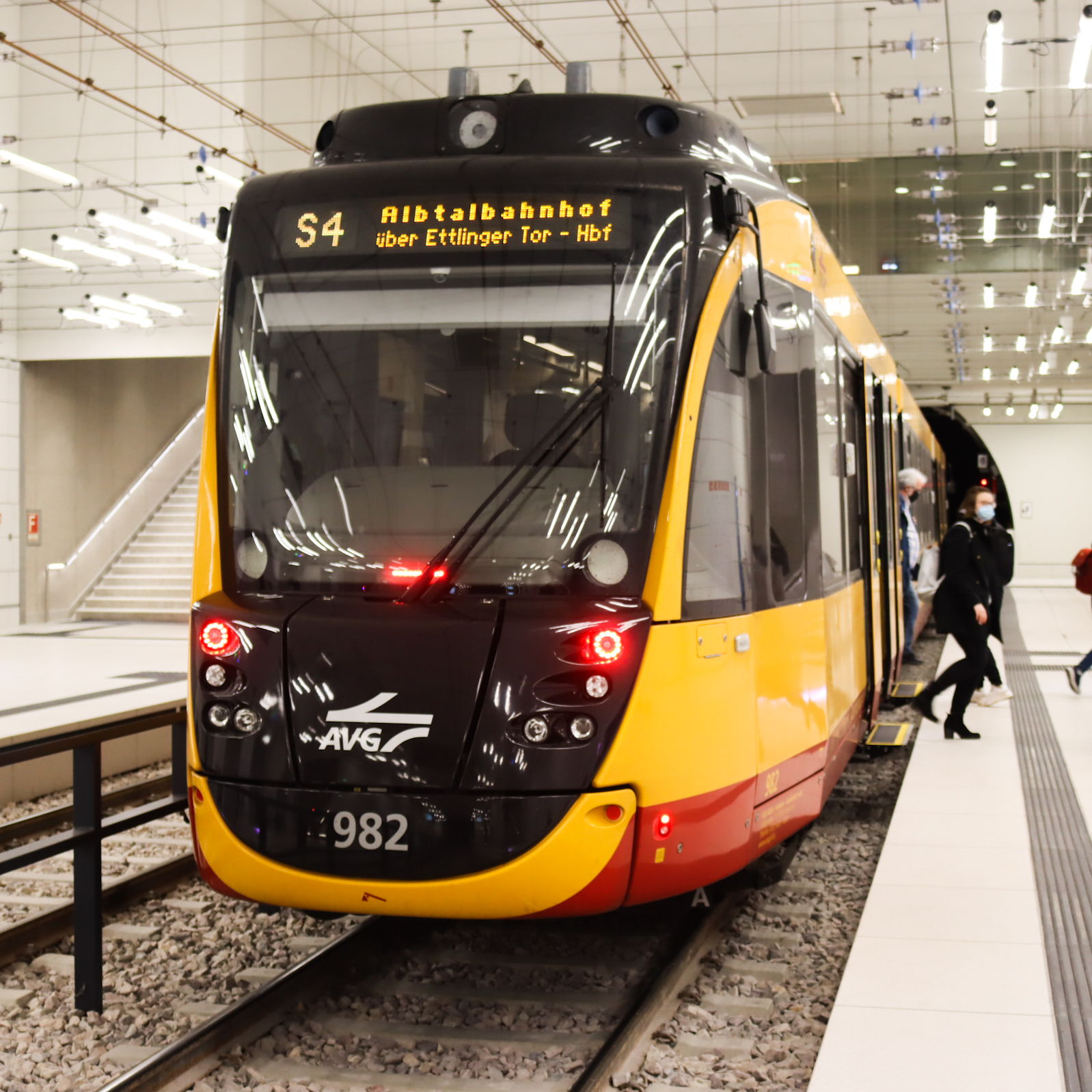
982 （2021年撮影）